# Escape de gas en Visakhapatnam
La fuga de gas de Visakhapatnam, también conocida como fuga de gas de Vizag, fue un accidente industrial que ocurrió en la planta química de LG Polymers en la aldea RR Venkatapuram del vecindario de Gopalapatnam, ubicada en las afueras de Visakhapatnam, Andhra Pradesh, India, durante la temprano en la mañana del 7 de mayo de 2020. La nube de vapor resultante se extendió en un radio de alrededor de 3 km (1,86 millas), afectando las áreas y pueblos cercanos. Según la Fuerza Nacional de Respuesta a Desastres (NDRF, por sus siglas en inglés), el número de muertos fue de 11 y más de 1,000 personas se enfermaron después de estar expuestas al gas.
Las investigaciones preliminares concluyeron que el accidente fue probablemente el resultado de un mantenimiento insuficiente de las unidades que almacenan el monómero de estireno, un almacenamiento inadecuado y errores de operación. El gobierno de Andhra Pradesh anunció una donación ex gratia de 1 crore (US $ 140.000 o € 130.000) para cada familia de los fallecidos, así como fondos para los heridos. Se asignó un presupuesto de 30 crore (US $ 4,2 millones o € 3,9 millones) para la compensación de todos los afectados.

## Probable fuga y eliminación de productos químicos
Expertos del gobierno central que inspeccionaron la planta dijeron que se habría enfrentado a una catástrofe si la violación de las normas de seguridad en otras instalaciones de almacenamiento de la planta hubiera pasado desapercibida durante unos días más. Dijeron que esas instalaciones eran vulnerables a una fuga de vapor a mayor escala y estaban almacenadas en condiciones de alto riesgo. Un experto dijo que la polimerización se notó en otro almacenamiento.
Según Deccan Chronicle, dos expertos de la Autoridad Nacional de Gestión de Desastres (NDMA), el Dr. Anjan Ray, director del Instituto Indio del Petróleo, y Shantanu Geete, un experto de la industria, inspeccionaron las instalaciones de almacenamiento de la planta, así como el Puerto de Vizag. El Dr. Ray, un experto en estireno, recomendó que el gobierno retire inmediatamente los materiales de la instalación. El 11 de mayo de 2020, el gobierno de Andhra Pradesh ordenó a la empresa que retirara 13.000 toneladas métricas (TM) de material fuera del país. Con la ayuda del Ministerio de Transporte Marítimo, el gobierno estatal dispuso dos buques para transportar la carga, divididos en porciones de 8.000 y 5.000 toneladas, hasta la sede de la empresa en Seúl.
Mekapati Goutham Reddy, ministro de Industrias de Andhra Pradesh, dijo que la conclusión preliminar de las inspecciones de los expertos fue que las instalaciones de almacenamiento no estaban diseñadas para mantener el material durante un período prolongado. Sin embargo, el personal de la planta afirmó que el material se vaciaba cada 10 a 15 días y nunca se almacenaba más del período asignado.

## Ayuda y rescate
Cerca de 200-250 familias fueron evacuadas de las aldeas en un radio de cinco kilómetros (3,1 millas) alrededor de la planta. Aproximadamente 300 personas fueron hospitalizadas, según un informe de los medios. El Ministro Principal de Andhra Pradesh, Y. S. Jaganmohan Reddy, anunció una ex gratia de 1 crore (US $ 140.000) por cada familia de los muertos como resultado del accidente. También anunció 5,000 (US $ 350) para aquellos que recibieron tratamiento primario, 1 lakh (US $ 1,400) para aquellos que recibieron un tratamiento más prolongado y 1 millón (US $ 14,000) para aquellos con asistencia respiratoria.
Para neutralizar el gas, el gobierno de Andhra Pradesh transportó por aire alrededor de 500 kilogramos (1100 libras) del antioxidante 4-terc-butilcatecol (PTBC) y lo envió a la fábrica dañada. Además, el gobierno central voló en un equipo especializado en QBRN (químico, biológico, radiológico y nuclear) de la Fuerza Nacional de Respuesta a Desastres (NDRF) desde Pune hasta el sitio.

## Investigación
Según la investigación inicial, se cree que un mal funcionamiento de la válvula de gas provocó la fuga. Esto ocurrió en uno de los dos tanques químicos que habían estado desatendidos desde marzo de 2020, debido al bloqueo del COVID-19. El mal funcionamiento de la unidad de refrigeración del tanque aumenta la temperatura, lo que hace que el químico líquido se evapore. Se sospecha que el gas filtrado es estireno evaporado. Sin embargo, los expertos dicen que es posible que se hayan filtrado otros productos químicos, ya que es poco probable que el estireno se esparza 4 o 5 kilómetros debido a sus propiedades químicas.